# Positively Positive 1997-2002
Positively Positive 1997-2002 è una compilation della band statunitense Good Clean Fun, pubblicata il 15 ottobre 2002 da Equal Vision Records. Raccoglie tutte le canzoni della band, che in quell'anno si era sciolta per "aver terminato la propria missione", più alcuni inediti. Le tracce sono disposte sul disco in ordine alfabetico.

## Tracce
1. Anthem of Positivity – 0:53
2. Coll-Edge – 2:27
3. Forget Your Platitudes – 1:14
4. Good Clean Fun – 2:14
5. I Can't Wait – 1:27
6. In Defense of All Life – 1:22
7. It's Time to Beat the Meat – 1:47
8. Last Night I Dreamt an Emo Kid Loved Me – 1:41
9. Loserdotcom – 1:46
10. My Best Friends – 2:04
11. Next Year In Jerusalem – 1:50
12. No Sacrifice Too Great – 1:13
13. On the Streets Saving The Scene From the Forces of Evil – 2:05
14. Positively Positive – 0:38
15. Shopping for a Crew – 2:27
16. Song for the Ladies – 2:54
17. Straight Outta Hardcore – 1:51
18. Sweet Tooth – 2:00
19. The Eleventh Commandment – 2:02
20. The Ice Cream Man Cometh – 1:42
21. Time of My Life – 0:36
22. Today the Scene, Tomorrow the World – 1:32
23. Today Was a Positive Day – 1:17
24. Vegan Revolution Draft Dodget Anthem – 1:48
25. V.R.S. – 1:47
26. Who Shares Wins – 2:36
27. WWZD – 1:18
28. You Gotta Stay Positive – 0:04
29. You're Only Punk Once – 1:33
30. ZTV Interview (I Wanna Be Straightedge) – 3:04